# 355 pr. n. št.

## Dogodki
- konec zavezniške vojne.

## Rojstva
- Perdik, makedonski vojskovodja in politik († 321 ali 320 pr. n. št.)